# Бути
Бути (на италиански: Buti) е град и община в Италия, в региона Тоскана, провинция Пиза. Населението е около 5800 души (2009).
Градът се намира в подножието на Пизанската планина.